# فاو جیلین

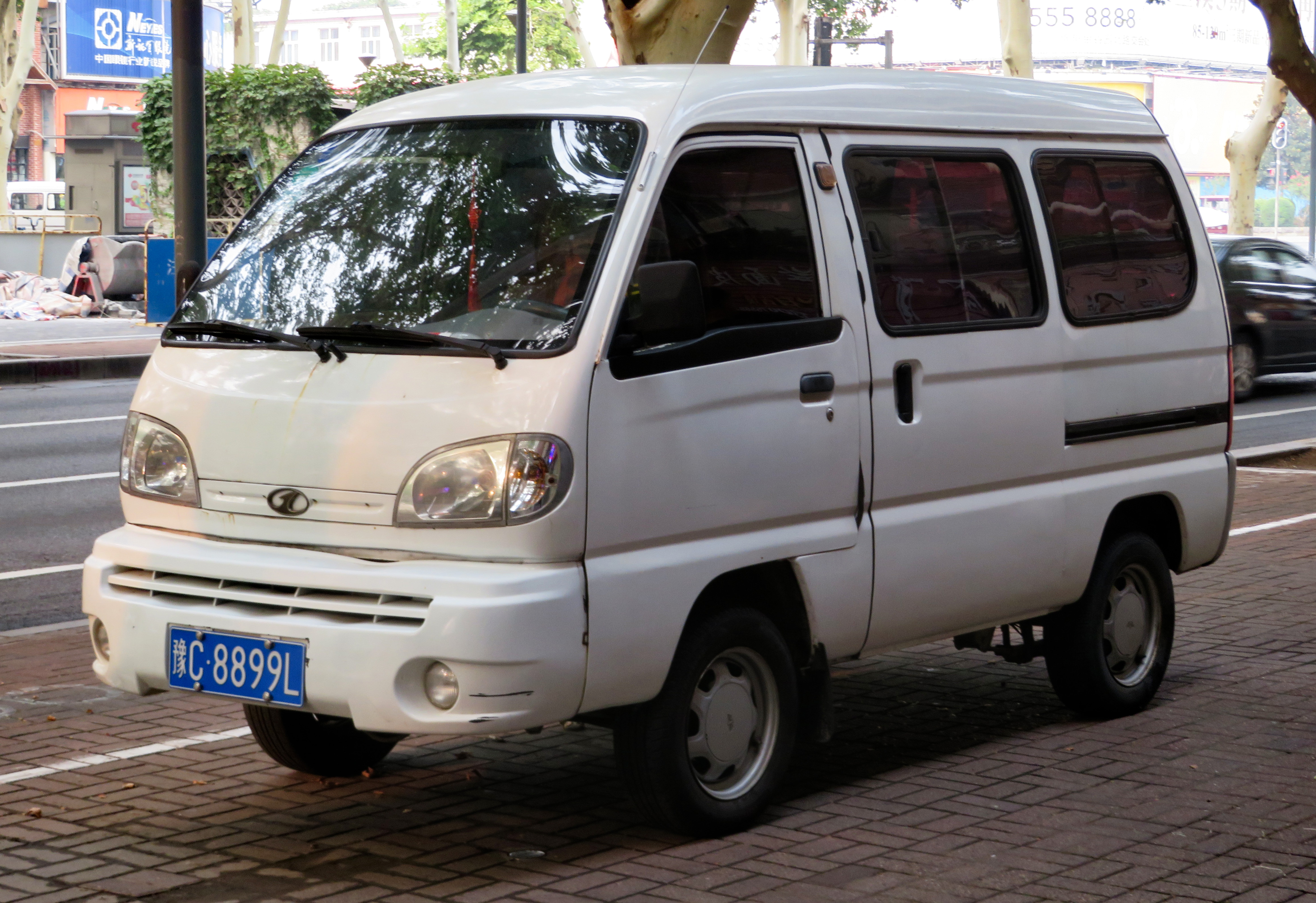
محصولات شرکت فاو جیلین

فاو جیلین (انگلیسی: FAW Jilin) شرکت خودروسازی چینی است، که در سال ۱۹۸۰ تأسیس شد.